# Stratiomys potamida
Stratiomys potamida – gatunek muchówki z rodziny lwinkowatych.
Gatunek ten opisany został w 1822 roku przez Johanna Wilhelma Meigena.
Muchówka o ciele długości od 13 do 16 mm. Czułki ma czarne. Samce mają głowę czarną z żółtym owłosieniem. Głowę samic cechuje błyszcząco czarne czoło, ciemnobrunatne policzki i perystom oraz żółta twarz z brunatnoczarną pręgą przez środek. Tułów samca jest czarny z żółtym i szarożółtym owłosieniem. U samicy na tułowiu występują włosy srebrzyste i żółtawe. Żółtą tarczkę samca zdobi sierpowata, czarna przepaska. Wąskie, żółte plamy na wierzchu odwłoka łączą się na czwartym, a czasem także na trzecim tergicie w przepaskę. Spód odwłoka jest żółty.
Owad palearktyczny. W Europie znany z Francji, Wielkiej Brytanii, Belgii, Holandii, Niemiec, Szwecji, Szwajcarii, Austrii, Włoch, Polski, Litwy, Łotwy, Czech, Słowacji, Węgier, Ukrainy, Rumunii, Bułgarii i Rosji. Zasięg ma charakter wyspowy.